# Atchisson AA-12
AA-12 är ett helautomatiskt hagelgevär. Denna typ av vapen är ovanlig. AA-12 kan dränkas i vatten och fortfarande användas som avsett. AA-12 har en konstruktion i kolven som gör att rekylen dämpas helt. AA-12 har ett magasin på 8 patroner. Det finns även ett trummagasin med 20 patroner och ett med 32 patroner.